# Death March
Death March (La marcha mortal en Latinoamérica, La marcha de la muerte en España) es el octavo episodio de la segunda temporada de la serie de drama y ciencia ficción de TNT Falling Skies, fue escrito por Heather V. Regnier y dirigido por Seith Mann y salió al aire el 5 de agosto de 2012 en E.U.
La 2nd Mass se traslada a Charleston, el grupo lamenta las pérdidas recientes, mientras que Weaver aprende acerca de los antecedentes de Tector y Matt comienza a vincularse con una niña con arnés. Maggie le cuenta su historia a Hal.

## Argumento
Durante el camino a Charleston, una niña con arnés se topa con la caravana de la 2nd Mass, al parecer, el camión médico la golpea y el golpe daña el arnés, y aunque muestra un avanzado estado de transformación, la niña se encuentra bien y después recupera la conciencia.
Por otra parte, Maggie, Hal y Pope se separan de la caravana debido a problemas con su camioneta. Al revisarla, Pope descubre que la manguera del radiador está dañada y manda a Hal a recolectar agua de un río cercano mientras que él reparará la falla, una vez solos, Pope le dice a Maggie que si Hal le interesa de verdad, debería contarle todo sobre su pasado.
Jenny, la niña con el arnés le cuenta a Matt que los humanos mataron a su "protector" (el Skitter que se hacía cargo de su grupo) y que su hermano de grupo, Tyler está perdido y ella lo está buscando, Matt le cuenta acerca de Charleston y trata de convencerla de que vaya con ellos, sin embargo, Tyler logra encontrarla y activa nuevamente el arnés de la niña, por lo que ésta escapa.
Así mismo, Tector viaja en el mismo vehículo que el Capitán Weaver y éste se comienza a cuestionarlo sobre su pasado, pues intuye que es un militar entrenado. Tector, al principio lo niega, pero después le cuenta al Capitán que fue miembro del cuerpo de marines de los Estados Unidos como sargento de armas en las guerras de Irak y Afganistán. Mientras que en Afganistán, él y su equipo fueron emboscados, tres de sus soldados perdieron la vida, por lo que se siente responsable y se niega a volver a la vida militar. De una manera poco ortodoxa, Weaver le hace ver que las muertes de sus compañeros no fueron culpa suya.
De vuelta al camino, Hal intuye que Pope hizo algo que molestó a Margaret y le pide que le cuente, es entonces que Maggie se arma de valor y comienza a contarle su pasado. Le revela que después de las operaciones para combatir el cáncer de las que fue objeto, comenzó a aislarse de la gente, hasta que a los 18 años se vio viviendo al lado de un hombre mayor, robando y drogándose. Le cuenta que más tarde fue apresada y enviada a la correccional de menores, donde descubrieron que tenía tres meses de embarazo, que dio a luz a su bebé en la cárcel y que lo único que recuerda de él son sus hermosos ojos, ya que después lo apartaron de ella. Hal le pide tiempo para poder asimilar toda la información.
La 2nd Mass por fin llega a Charleston, pero se encuentra con una ciudad devastada. Tanto Weaver como Tom parecen haber puesto todas sus esperanzas en la nueva civilización y encontrar la ciudad en ruinas logra que su ánimo decaiga. Anne trata de animar a Tom, quien está preocupado por Hal, ya que aún no se reencuentra con la caravana, por Matt quien parece haber perdido la esperanza también ya que ha hecho su testamente y por Ben, que se encuentra lejos de él; y a Lourdes quien está susceptible aún por la muerte de Jamil, mientras que Tector hace lo mismo con Weaver, diciéndole que todos los refugiados necesitan a su líder.
Animado por Tector, Weaver dispara al aire para llamar la atención de los sobrevivientes y hablar con ellos, diciéndoles que serán ellos quien comiencen una nueva civilización, que buscarán un lugar donde establecerse y los anima a seguir su camino, cuando aparece el Coronel Porter con unos de sus hombres y les dice que la ciudad en ruinas es solo una fachada; además trae consigo a Hal, Maggie y Pope y los invita a seguirlo para llevarlos hacia la nueva capital de los Estados Unidos, Charleston.

## Elenco
| - Noah Wyle como Tom Mason. - Moon Bloodgood como Anne Glass. - Drew Roy como Hal Mason. - Connor Jessup como Ben Mason (crédito solamente). - Maxim Knight como Matt Mason. - Seychelle Gabriel como Lourdes Delgado. - Peter Shinkoda como Dai. - Sarah Sanguin Carter como Maggie. - Mpho Koahu como Anthony. - Colin Cunningham como John Pope. - Will Patton como Capitán Weaver. | - Ryan Robbins como Tector. - Olivia Steele-Falconer como Jenny. - Dale Dye como el Coronel Porter. |

## Recepción del público
En Estados Unidos, Death March fue visto por 3.34 millones de espectadores, de acuerdo con Nielsen Media Research, que representa una nueva baja cifra histórica para la serie, convirtiéndose en el episodio menos visto de la temporada, por debajo de Young Bloods, que registró 3.39 millones de espectadores la noche de su estreno.